# Ion Heliade-Rădulescu
Ion Heliade-Rădulescu (Târgoviște, 1802. január 6. – Bukarest, 1872. április 27.) román író, nyelvész, műfordító, politikus, a Román Akadémia alapító tagja és első elnöke.
Ion Heliade-Rădulescu részt vett az 1848-as havasalföldi forradalomban, utána 1858-ig száműzetésben élt.
Fordított Hésziodosz, Dante, Ariosto, Tasso, Boileau, Voltaire, Marmontel, Rousseau, Molière, Lamartine, Byron, Osszián, George Sand, Dumas, Balzac, L. Blanc, Victor Hugo, Goethe és Schiller műveiből.

## Fordítás
- Ez a szócikk részben vagy egészben  az   Ion Heliade-Rădulescu című román Wikipédia-szócikk ezen változatának fordításán alapul.  Az eredeti cikk szerkesztőit annak laptörténete sorolja fel. Ez a jelzés csupán a megfogalmazás eredetét és a szerzői jogokat jelzi, nem szolgál a cikkben szereplő információk forrásmegjelöléseként.

## Forrás
- Aurel Sasu: Dicționar biografic al literaturii române A-L. Pitești: Paralela 45. 2004.  ISBN 973-697-758-7 arch Hozzáférés: 2021. február 17.